# Ensemble Stravaganza
L'Ensemble Stravaganza est un ensemble spécialisé dans l'interprétation de la musique baroque sur instruments anciens.

## Histoire
L'Ensemble Stravaganza est un ensemble baroque fondé par Domitille Gilon violoniste et Thomas Soltani, claveciniste, qui se consacre principalement à la musique de chambre pour un ou deux dessus, des XVIIe et XVIIIe siècles. L'Europe d'alors était un vivier de compositeurs virtuoses et talentueux dont certains sont encore oubliés ou méconnus de nos jours.
À géométrie variable, l'ensemble Stravaganza est composé de musiciens solistes, se produisant régulièrement au sein de nombreux orchestres professionnels : La Simphonie du Marais (Hugo Reyne), Ensemble Sagittarius (Michel Laplénie), Fuco e cenere (Jay Bernfeld), Gli Incogniti (Amandine Beyer), Les Ambassadeurs (Alexis Kossenko), Pulcinella (Ophélie Gaillard), Les musiciens de Saint-Julien (François Lazarevich)...
Chacun des membres de l'ensemble a pu, bénéficier des conseils et du soutien d'artistes comme Gustav Leonhardt, Christophe Rousset, Lucy van Dael, Jordi Savall...
Régulièrement invité par de nombreux festivals internationaux, l'ensemble Stravaganza se produit aussi bien en France (Printemps des Arts de Monté-Carlo, Sinfonia en Périgord, Festival baroque du Pays du Mont-Blanc...), en Écosse, aux Pays-Bas, en Allemagne (Tage Alter Musik Regensburg), aux États-Unis, en Angleterre, Pologne, Autriche (Konzerthaus Vienne)…
L'ensemble a été honoré en 2011 de la médaille de bronze par l'Académie Arts-Sciences-Lettres. Il a également remporté le 3e prix, le prix spécial critique et média du concours Premio Bonporti (Italie), le prix spécial De Graaf Unico van Wassenaer Masterclass Award lors du concours de musique ancienne van Wassenaer à Amsterdam (Pays-Bas) et lors du concours international H.I.F. Biber (Autriche). Par ailleurs, Stravaganza a été sélectionné pour représenter la France lors du Showcase organisé par le REMA (réseau européen de musique ancienne) à Marseille en mars 2013.
Paru en 2013, le premier enregistrement de Stravaganza, "Concert à la cour des Habsbourg" a vivement été salué par la critique internationale - label Aparté (distribution,harmonia mundi). Le second enregistrement de l'ensemble consacré aux sonates en trio d'Arcangelo Corelli (Aparté) et les enregistrements suivants (Ariane & Orphée | Abendmusiken, tous les deux publiés sous le label Muso) ont également reçu des critiques élogieuses. Stravaganza est membre de la F.E.V.I.S, et est en résidence au sein du Musée national de Port-Royal des Champs.

## Prix et distinctions
- 2014:  Résidence à l'abbaye de Port-Royal des Champs
- 2013:  Membre de la F.E.V.I.S (Fédération des Ensembles Vocaux et Instrumentaux Spécialisés)
- 2013 : 2e prix du Concours international de musique ancienne H.I.F. Biber (Autriche)
- 2013 : Showcase, REMA (Réseau européen de musique ancienne), Marseille (France)
- 2011 : 3e prix du Concours international de musique ancienne Premio Bonporti (Italie)
- 2011 : Prix spécial de la critique et des médias du Concours international de musique ancienne Premio Bonporti (Italie)
- 2011 : Prix spécial De Graaf Unico van Wassenaer Award du Concours international de musique ancienne van Wassenaer à Amsterdam (Pays-Bas)
- 2011 : Médaille de bronze décernée par l'académie Arts-Sciences-Lettres

## Discographie
- 2012 : Concert à la cour des Habsbourg CD Aparté AP041 (Heinrich Biber, Johann Heinrich Schmelzer et Johann Jakob Froberger)
- 2013 : Arcangelo Corelli CD Aparté (Arcangelo Corelli et Giovanni Reali (ca.1681-1751))
- 2015 : Cantates Françaises, avec Hasnaa Bennani. Label Muso, distribution Harmonia Mundi.
- 2017: Abendmusiken CD Muso, distribution Harmonia Mundi. (Dietrich Buxtehude, Johann Adam Reinken, Johann Theile).